# Château de la Forgeotte
Le château de la Forgeotte est un château moderne situé  à Saint-Nicolas-lès-Cîteaux (Côte-d'Or) en Bourgogne-Franche-Comté.

## Localisation
Le château est situé hors village en bordure de la RD 996 et de la forêt domaniale d'Izeure au nord-est de Saint-Nicolas et au nord de l'abbaye, au lieu-dit Terre de la Forgeotte.

## Historique
Le village de Saint-Nicolas n'est fondé qu'en 1608 par Nicolas II Boucherat, abbé de Cîteaux, pour héberger 23 familles venues de Lorraine, d'Alsace et des Ardennes afin de mettre en culture les terres proches de l'abbaye. Le château n'est construit qu'entre la fin du XVIIIe siècle et le dernier quart du XIXe siècle en bordure du canal de la Cent-Fonts creusé dès le début du XIIIe siècle pour alimenter l'abbaye en eau. Ce canal s'élargit et se détourne à ce niveau pour constituer sur trois côtés les douves d'une plate-forme. Le lieu qui accueille également un moulin à eau pourrait tirer son nom d‘une forge disparue associée à une grange monastique déjà identifiée en 1674 comme ferme de la Forgeotte sur une vue cavalière de l'abbaye.

## Architecture
L'ensemble comporte une demeure au sud-est de la parcelle, un ensemble de bâtiments d'exploitation formant un U autour d'une cour et un bâtiment d'exploitation situé au nord-est de la cette cour. La demeure, de plan en L, est flanquée d'un bâtiment de plan rectangulaire en façade sud-est. Elle comprend un rez-de-chaussée et deux étages dont un de comble. Le toit brisé à croupes est couvert d'ardoises et percé de lucarnes. Des balcons avec garde-corps en pierre se situent devant les fenêtres du premier étage de la façade ouest qui accueille la porte d'entrée avec un  encadrement en pierre de taille surmonté d'un fronton échancré et une tourelle polygonale en briques surmontée d'une flèche couverte d'ardoises[réf. souhaitée]. 
Au nord-est de la cour, le moulin de plan rectangulaire comprend un rez-de-chaussée et deux étages. La cour est entourée de bâtiments d'exploitation comprenant un rez-de-chaussée et un étage dont les toits à croupes et à longs-pans, sont couverts de tuiles plates et percés de lucarnes. Les bâtiments sont en moellons de pierre apparents avec chaînes d'angle en brique et pierre. Les baies sont en arc segmentaire avec encadrement de briques et pierres[réf. souhaitée].

## Valorisation du patrimoine
Le parc accueille un élevage de daims.